# Luba (youtuber)
Lucas Rossi Feuerschütte (Tubarão, 15 de maio de 1990), mais conhecido como Luba, é um youtuber, gamer, streamer e vlogueiro brasileiro. Ficou conhecido nacionalmente pelo seu canal na plataforma YouTube, onde inicialmente postava conteúdos de vlogs e jogos. Com o passar do tempo, foi adaptando seu conteúdo e ganhando cada vez mais reconhecimento, possuindo em janeiro de 2022 mais de 8,50 milhões de inscritos apenas em seu canal principal.
Possui atualmente cinco canais na plataforma, "LubaTV", "LubaTV Games", "LubaTV Lives", "LubaTV Clipes" e "LubaTV VODS". Além disso, também comanda o podcast PodVersus, em parceria com o também youtuber e seu amigo Jean Luca, atuando dentro da produtora Dia Estúdio. Luba também grava vídeos dentro do canal "Coisa Nossa", pertencente a empresa Guaraná Antarctica.

## Biografia
Luba nasceu e cresceu em Santa Catarina, na cidade de Tubarão. Quando terminou o colégio, chegou a cursar a faculdade de psicologia, porém logo desistiu do curso por achá-lo muito monótono. Antes disso, como já comentou muitas vezes, pretendia ser padre.
Adotou duas gatas de estimação, chamadas de Misty e Galadriel. Misty faleceu em 18 de março de 2022.

## Carreira

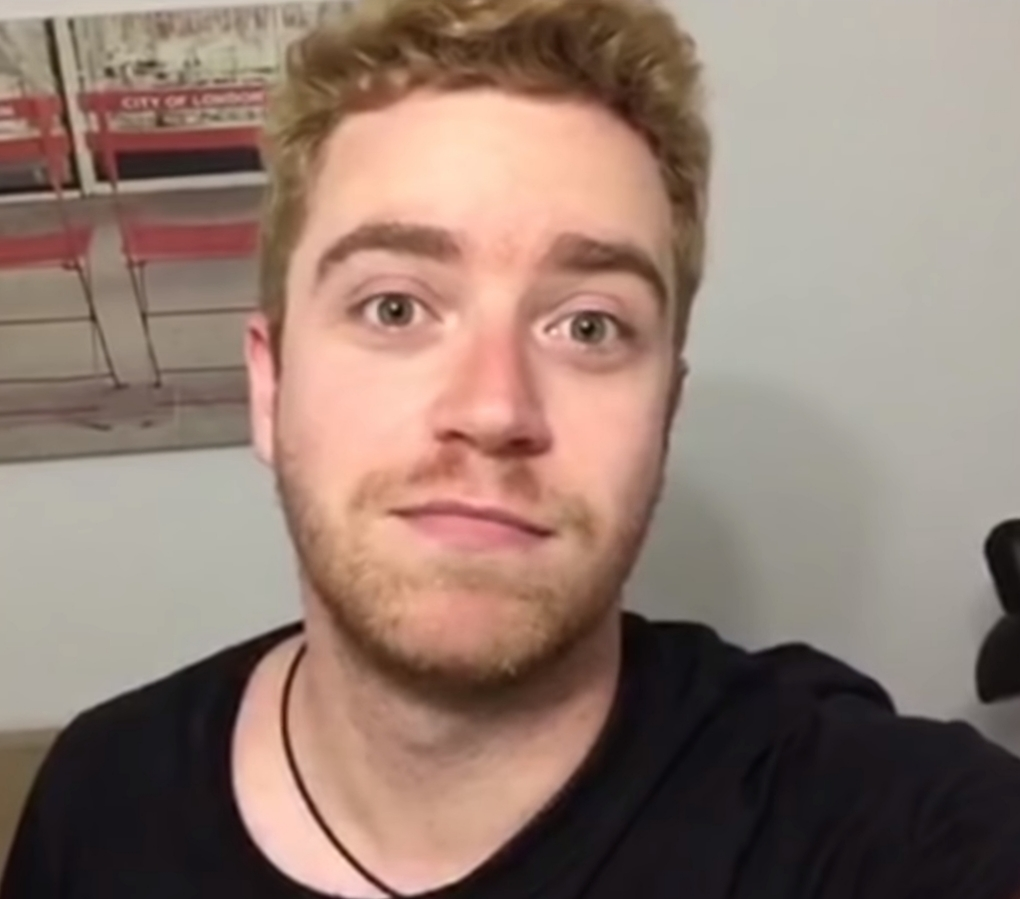
Luba em 2015

Seu primeiro vídeo na plataforma YouTube foi postado em 16 de setembro de 2010. No início, seu conteúdo eram vídeos de humor com a personagem "Rogéria", interpretada por ele, gameplays de jogos, e vlogs sobre sua vida, com participação de seus amigos e familiares, como a também influenciadora Gabbie Fadel e seus pais.
Seu primeiro quadro fixo foi o Ask Luba, onde ele respondia perguntas de seus inscritos. O quadro durou até 2 de abril de 2020, com um total de 76 episódios. Em um de seus vídeos, Luba revelou que nos primeiros episódios, a maioria das perguntas eram criadas por ele mesmo.
Em 2012, foi um dos participantes do concurso YouTube NextUp Brasil, o qual foi o grande vencedor, ganhando um prêmio de R$ 20.000,00. Ele usou o prêmio para investir em seus canais, transformando seu quarto em um estúdio, com equipamentos profissionais. Em dezembro do mesmo ano, lançou o canal "LubaTV Games", focado exclusivamente em jogos eletrônicos. No dia 4 de outubro de 2014, em um vídeo publicado em seu canal com o título "Algumas verdades", Luba revelou ser homossexual.
Em 2015, passou a postar vídeos diariamente, em seus dois canais, o que continuou até meados de 2020. A programação no canal principal era composta por quadros como Luba Feira, Comentando Comentários, Ask Luba, e Turma-Feira, sendo este último um dos mais duradouros.
Em 2016, com o sucesso do youtuber no país inteiro, foi lançado o Luba Fest. Uma turnê de Luba, idealizada para o aproximar ainda mais dos fãs, com brincadeiras, desafios e bate-papo em cima do palco. Ele passou por diversas cidades brasileiras, sempre lotando os teatros onde se apresentava. Em maio de 2020, passou a diminuir aos poucos a sua frequência de vídeos, chegando algumas vezes a tirar férias, postar alguns vídeos, e depois sumir novamente. Até que, em janeiro de 2021, anunciou que iria se afastar do canal sem uma data de retorno, para poder descansar e dedicar-se a si mesmo.
Em julho de 2021, Luba voltou a postar vídeos, porém, sem sua frequência diária. Seu vídeo de volta ao canal, "o JOVEM MÍSTICO precisa ACABAR | OSHI #114", já possui mais de 600 mil curtidas.
Em setembro de 2021, anunciou um projeto junto a Jean Luca, também youtuber, chamado PodVersus, um podcast em parceria com a produtora Dia Estúdio. Entre 25 e 29 de novembro de 2021, participou do reality show Casa Black Friday, onde ficou confinado com mais 5 influencers em uma casa.

## Quadros

### Quadros atuais
- Memes da Turma
- OSHI - O Ser Humano na Internet
- Quartas Reddit (Nice People)

### Quadros antigos
- Turma-Feira
- Os Otários
- Ask Luba
- Tente Não...
- Luba-Feira
- MAL - Me Ajuda Luba
- Comentando Comentários
- Assuntos Aleatórios
- Terça-Gaymer
- Hora de Reagir
- Meme-Feira
- Giro do Luba
- OBA - O Brasil Acontece
- Ask Jeba

## Filmografia

### Televisão
| Ano  | Título                        | Função    | Emissora | Nota                                        |
| ---- | ----------------------------- | --------- | -------- | ------------------------------------------- |
| 2016 | Legendários                   | Convidado | RecordTV | Episódios: "19/03, 07/05/2016 e 22/09/2018" |
| 2016 | Encontro com Fátima Bernardes | Convidado | TV Globo | Episódios: "11/04/2016 e 13/12/2018"        |

### Internet
| Ano           | Título            | Função       |
| ------------- | ----------------- | ------------ |
| 2020–presente | Coisa Nossa       | Youtuber     |
| 2021          | Casa Black Friday | Participante |

## Prêmios e indicações
| Ano  | Prêmio                 | Categoria                   | Resultado | Ref.          |
| ---- | ---------------------- | --------------------------- | --------- | ------------- |
| 2017 | Prêmio Celebridade E!  | Celebridade                 | Venceu    | [ 1 ]         |
| 2016 | Meus Prêmios Nick 2016 | Youtuber Masculino Favorito | Venceu    | [ 20 ] [ 21 ] |

### YouTube e Twitch
- LubaTV no YouTube
- Luba na Twitch
- LubaTV Games no YouTube
- LubaTV Lives no YouTube
- LubaTV Clipes no YouTube
- PodVersus com Jean x Luba no YouTube

### Redes sociais
- LubaTV no Instagram
- LubaTV no Twitter
- LubaTV no  Reddit